# Micaela Esdra
Micaela Esdra, née Micaela Carmosino le 29 janvier 1952 à Rome (Latium), est une actrice de cinéma, de télévision, de théâtre et de doublage italienne.

## Biographie

### Activités théâtrales
Élevée à l'école de Rina Morelli, elle est dirigée dans sa carrière par des metteurs en scène de premier plan tels que Giorgio Strehler, qui la dirige dans Il campiello de Carlo Goldoni, et Luchino Visconti, pour une édition de La Cerisaie d'Anton Tchekhov.
Elle joue ensuite avec Antonio Calenda dans La Célestine de Fernando de Rojas et dans Ajax de Sophocle, ainsi qu'avec Luca Ronconi dans Les Trois Sœurs de Tchekhov. Massimo Castri l'a ensuite dirigée dans Petit Eyolf d'Henrik Ibsen, tandis que Guido De Monticelli l'a mise en scène dans Électre de Sophocle.
Elle a également interprété Antigone de Sophocle, Médée de Sénèque, Alceste d'Euripide, Stella (de) de Goethe, Penthésilée de Heinrich von Kleist (inspiré du personnage mythologique du même nom), La Petite Comédie et Comtesse Mizzi d'Arthur Schnitzler, Une maison de poupée d'Ibsen, Vêtir ceux qui sont nus de Luigi Pirandello et Phèdre de Jean Racine. Nombre de ces œuvres ont été produites par l'association culturelle portant le nom de Gianni Santuccio, fondée par l'actrice elle-même en 1995 avec ses collègues Walter Pagliaro, Paola Mannoni et Roberto Herlitzka.

### Activités cinématographiques et télévisuelles
Au cinéma, elle a joué dans des films d'épouvante, des comédies et des comédies musicales. Sur le grand écran, cependant, elle est surtout connue comme doubleuse, d'abord d'actrices italiennes, puis de nombreuses actrices anglophones dont Kim Basinger et Winona Ryder. Elle a mis fin à sa carrière d'actrice vocale en 2019.
À la télévision, elle est apparue depuis les années 1970 dans plusieurs fictions télévisées et dans une publicité pour Piaggio. Son travail le plus récent comprend sa participation à la série télévisée Les Destins du cœur, dans laquelle elle a joué le rôle de Rosalba Baroni.

### Vie privée
Elle est mariée à Walter Pagliaro, metteur en scène de théâtre, depuis 1988.

## Filmographie

### Actrice de cinéma
- 1964 : La Fleur de l'âge, ou Les adolescentes (Le adolescenti) de Gian Vittorio Baldi, Michel Brault, Jean Rouch et Hiroshi Teshigahara
- 1965 : Fiammetta d'Aldo Rossi
- 1965 : Altissima pressione d'Enzo Trapani
- 1965 : À l'italienne  (Made in Italy) de Nanni Loy
- 1966 : Opération peur (Operazione paura) de Mario Bava
- 1974 : Un fiocco nero per Deborah de Marcello Andrei
- 2004 : Movimento (it) de Claudio Fausti et Serafino Murr